# Vampirroman
Der Vampirroman ist ein literarisches Werk, das Vampire zum Thema hat. Dabei handelt es sich in der Regel um Vampire im mythischen Sinne (also untote, blutsaugende Wesen), aber es gibt auch  Romane über „psychologische Vampire“, also Menschen, die glauben, Vampir zu sein, und sich wie solche benehmen. Vampirromane werden traditionell oft der Horrorliteratur zugerechnet, müssen aber nicht zwangsweise diesem Genre angehören.

## Geschichte

### Hintergrund
Schauermärchen und Sagen über Wesen, die Menschen oder Tieren das Blut aussaugen, gab es zu allen Zeiten in allen Kulturkreisen. Besonders im slawischen Volksglauben spielt der Vampirglaube eine wichtige Rolle.
In der ersten Hälfte des 18. Jahrhunderts kam es in Serbien (damals Teil der Habsburger Monarchie) zu einer mit damaligen medizinischen Kenntnissen unerklärbaren Epidemie, die zu zahlreichen Todesfällen führte. Bei der Exhumierung zweier als Vampire verdächtigter Toter, Peter Plogojowitz und Arnold Paole, wurden die Leichen angeblich unverwest und mit Blutspuren am Mund vorgefunden, woraufhin man sie pfählte. Durch die Verbreitung der Vorfälle in der europäischen Presse kam es zu einer allgemeinen „Vampir-Hysterie“.

### Vorromantik
Im weiteren Verlauf des 18. Jahrhunderts, als in Gegenbewegung zur Aufklärung die Phantastik und Mystik künstlerische Bedeutung gewann, begann sich auch die Literatur mit dem Thema des Vampirs zu beschäftigen. Bekannte Beispiele:
- 1748 veröffentlichte die Zeitschrift Der Naturforscher von Mylius neben einem Sachbeitrag zum Thema „Vampirismus“ das Gedicht Der Vampir oder: Mein liebes Mädchen glaubet von Heinrich August Ossenfelder.
- Gottfried August Bürgers Gedicht Lenore (1773), darin enthalten ist die Zeile: „Denn die Todten reiten schnell“, die Bram Stoker später in seinen Roman Dracula und in Draculas Gast übernimmt („[For] the dead travel fast“).
- Johann Wolfgang von Goethe legte 1797 mit dem Gedicht Die Braut von Korinth eine Bearbeitung des Stoffes vor, angelehnt an die antike Sagenwelt (Vgl. Phlegon von Tralleis’ Buch der Wunder, 2. Jahrhundert n. Chr.[1]).

### Romantik
Im darauf folgenden Zeitalter der Romantik nahmen sich Novalis (Hymnen an die Nacht), Heinrich Heine (Helena, Die Beschwörung), E. T. A. Hoffmann (Cyprians Erzählung aus: Die Serapionsbrüder) und andere Dichter des Themas an. Dazu trug das romantische Interesse an übernatürlichen, „dunklen“ und gesellschaftlich geächteten Themen bei, wie die Beschäftigung mit dem Bösen. Das Vampir-Thema steht für die Angst vor dem Tod und lebendig begraben zu werden. Besonders den Vertretern der so genannten Schwarzen Romantik ließ die in diesen Künstler-Kreisen kultivierte Todessehnsucht den Vampir als Projektionsfläche interessant erscheinen.
In der angelsächsischen Literatur griff Lord Byron das Thema in dem Gedicht Der Giaur (1813) und in seiner unvollendeten Erzählung um den Vampir August Darvell auf („Fragment of a Novel“, 1816), die im literarischen Wettstreit mit Mary Shelley und Percy Bysshe Shelley entstand. John Polidori, Byrons Leibarzt, übernahm Byrons Thema und veröffentlichte 1819 Der Vampyr, die erste bedeutende Vampir-Erzählung der Weltliteratur. Mit dem Protagonisten, dem durch Byron inspirierten Vampir Lord Ruthven, schuf Polidori zugleich den Prototyp des modernen „Gentleman-Vampirs“, der die animalischen Vampire des Volksglaubens und der früheren Literatur ablöste.
Nikolai Wassiljewitsch Gogol schrieb Mitte des 19. Jahrhunderts die Erzählung Der Wij (1835), die sich eng am überlieferten Volksglauben orientiert.
Graf Alexei Konstantinowitsch Tolstoi verfasste mit seiner auf Französisch notierten Kurzgeschichte Die Familie des Wurdalak (1839) und der Erzählung Der Vampir (1841) bereits sehr typische Vampirgeschichten.
1845–1847 veröffentlichte die Groschenheftreihe „Penny Dreadfuls“ die Geschichten um „Varney the Vampire“. Als Autoren werden in der Literaturforschung James Malcolm Rymer und Thomas Peckett Prest vermutet. Der Vampir Varney zeigt eine weitere Entwicklung der literarischen Figur: Varney ist der erste Vampir, der sein Vampirdasein verabscheut, aber seinen Begierden ausgeliefert ist. Die Serie war sehr erfolgreich und machte Vampirgeschichten in einer breiten Leserschaft populär, was aber auch dazu führte, dass die Figur des Vampirs seitdem pauschal der Trivial- oder Schundliteratur zugeordnet wird.

### Spätes 19. Jahrhundert
1872 erschien mit Carmilla von Joseph Sheridan Le Fanu die erste Erzählung um einen weiblichen Vampir, die schöne Vampirin Carmilla, die eine steirische Provinz über hundert Jahre lang terrorisierte.
Inspiriert von Carmilla, slawischen Volkssagen, Aberglauben und möglicherweise durch einige historische Personen wie z. B. Vlad III. Drăculea, schrieb der Journalist Bram Stoker den ersten Roman um einen Vampir: Dracula (Erscheinungsjahr: 1897), der bis heute als der meistgelesene und bekannteste Vampirroman gilt. Graf Dracula wurde zu einem Synonym für den Typus des literarischen Vampirs. Stoker erfindet für den Roman auch erstmals einen ebenbürtigen Gegenspieler des Vampirs: den holländischen Gelehrten und Vampirexperten Professor Abraham van Helsing. Der Autor kontrastiert damit die moderne, wissenschaftlich orientierte Welt mit der archaischen Welt des Mystischen. Bei seinem Erscheinen im späten 19. Jahrhundert galten einige Passagen in Dracula als moralisch anstößig, die ersten Kritiker fanden in der Figur des Grafen eindeutige Hinweise auf damals tabuisierte Sexualpraktiken, wie zum Beispiel Cunnilingus.

### 20. Jahrhundert

#### Angelsächsische Literatur
Der Vampirroman wurde im 20. Jahrhundert von angloamerikanischen Autoren dominiert. Eine Auswahl wichtiger Werke:
- 1954 I am Legend (dt.: Ich bin Legende, auch: Ich, der letzte Mensch), ein Roman des US-amerikanischen Schriftstellers Richard Matheson, in dem es um den letzten Menschen in einer Welt geht, die nur noch aus Vampiren besteht.
- 1975 Salem's Lot (dt. Brennen muss Salem), ein Roman von Stephen King, der Motive aus Dracula ins 20. Jahrhundert in eine Kleinstadt in Maine, USA, überträgt. The Dracula Tape, Roman von Fred Saberhagen, der erste Roman aus der Sicht eines Vampirs.
- 1976 Interview with the Vampire (unter verschiedenen Titeln auf Deutsch erschienen, erstmals 1978 als Die Schule der Vampire, heute liegt das Buch als Gespräch mit einem Vampir vor). Roman von Anne Rice. 1985 setzte die Autorin den Roman in der Serie The Vampire Chronicles (dt.: Chronik der Vampire) mit dem Buch The Vampire Lestat (dt.: Der Fürst der Finsternis) fort. Die Serie ist die kommerziell und in der Kritik erfolgreichste Buchreihe im Vampir-Genre des 20. Jahrhunderts.

Bedingt durch die Kinoerfolge von Francis Ford Coppolas „Bram Stoker’s Dracula“ und Neil Jordans „Anne Rice's Interview With A Vampire“ erlangte das Genre seit Ende des 20. Jahrhunderts wieder größere Popularität.

#### Deutsche Literatur
1979 erschien der erste Band der Kinderbuchreihe Der kleine Vampir von Angela Sommer-Bodenburg. 1999 bis 2017 verfasste Wolfgang Hohlbein die 16-bändige Reihe Chronik der Unsterblichen. 1984 erschien von Adolf Muschg Das Licht und der Schlüssel. Erziehungsroman eines Vampirs.

#### Russische Literatur
In den Romanen der Wächter-Reihe (Band 1: Wächter der Nacht, 1998) des russischen Autors Sergej Lukianenko treten Vampire als Vertreter der „Dunklen Seite“ auf.

### 21. Jahrhundert
2005 erschien der erste Roman Twilight (dt.: Biss zum Morgengrauen) der Bis(s)-Buchreihe von Stephenie Meyer um den Vampir Edward und die High-School-Schülerin Bella Swan. Die Bücher gehören zu den bislang erfolgreichsten Vampirromanen des frühen 21. Jahrhunderts. Weitere kommerziell erfolgreiche Reihen sind die Darren Shan-Serie von Darren O’Shaughnessy und die Vampire Diaries-Serie von Lisa Jane Smith.
2008 erschien der Roman Un lieu incertain (dt.: Der verbotene Ort), in dem die französische Autorin Fred Vargas den berühmten Vampir-Fall von Kisolova in ihre Krimireihe um Kommissar Adamsberg einbettet.
2009 erschien der Roman Die Saat (Original: The Strain), der Auftakt zu einer Trilogie (Band 2: Das Blut) von Guillermo del Toro und Chuck Hogan, in welchem eine merkwürdige Seuche New York befällt, welche sich als Vampirplage herausstellt, jedoch mit typischen abergläubischen als auch epidemiologischen Merkmalen (Überträger, Krankheitsverlauf). Das Ende der Trilogie ist noch nicht erschienen.
Bekannt ist vor allem im deutschsprachigen Raum auch die fünfteilige Buchreihe Die Erben der Nacht, welche von Ulrike Schweikert geschrieben wurde.

## Die Darstellung des Vampirs im Roman
Die ersten Vampirerzählungen stellten Vampire als blutrünstige Monster oder gefährliche Verführer zum Bösen dar. Die Menschen mussten ihnen widerstehen oder sie bekämpfen. In den späteren Romanen wurde die Figur des Vampirs zunehmend komplexer und mit entsprechenden vielfältigen Charakterzügen ausgestaltet. In der modernen Unterhaltungsliteratur variiert die Darstellung weitgehend folgende Grundschemen:
- Klassische Darstellung: Vampire als gefährliche Gegner des Menschen
- Mythologisierung: Vampire als Gegner von Werwölfen. Vampire als Wiedergänger oder unsterbliche Menschen.
- Vermenschlichung: Vampire mit Gewissen und Moralvorstellungen, die mit den Menschen in Ko-Existenz oder Freundschaft leben
- Verharmlosung: Vampire in Kindergeschichten. Vampire, die sich nicht mehr von Menschenblut ernähren
- Symbolik: Der Vampir dient oft als Metapher für übertragbare tödliche Krankheiten, sexuell motivierte Verbrechen und manipulative Einflussnahme eines einzelnen charismatischen Menschen auf seine Mitmenschen

In den ersten literarischen Erzählungen traten Vampir allein oder in kleinen Gruppen auf. In modernen Werken kommen auch Vampirclans mit zahlreichen Mitgliedern vor, die nach gemeinsamen Regeln zusammenhalten und oft auf eine lange Geschichte zurückblicken.
Dracula, Protagonist aus Bram Stokers gleichnamigem Roman, ist das Vorbild der meisten Vampire. Er taucht in zahlreichen Vampirromanen wieder auf. Dabei haben sich im Wesentlichen drei Typen herauskristallisiert:
- die Karikatur eines armen, alten Dracula, der verwaist in einer verfallenen Gruft lebt
- der übermächtige Dracula, der einen mächtigen Vampirclan begründet hat
- der reiche Dracula, der adligen Verhältnissen entstammt.

Die typischen Eigenschaften eines Vampirs, die weitgehend auf Bram Stokers Dracula-Romane zurückgehen (Vampire haben keinen Schatten und kein Spiegelbild, sie verabscheuen Kreuze und Knoblauch, sie können sich in Tiere wie Wölfe und Fledermäuse verwandeln usw.) werden von modernen Autoren teils vielfältig ausgelegt und ausgebaut, teils verworfen und durch Neuerfindungen ersetzt.
Vampirromane können in der modernen Belletristik sowohl Fantasy- oder Science-Fiction-Romane wie auch historische oder in der Gegenwart spielende Romane sein.
Die Vampirromane, die in der heutigen Welt spielen, zeigen oft Vampire, die gelernt haben, sich die modernen Gegebenheiten zu Nutze zu machen (z. B. saugen sie nicht mehr Menschen das Blut aus, sondern konsumieren es aus Blutspende-Beuteln oder Getränkedosen).